# キラリけいざい
『キラリけいざい』は、サンテレビジョンの経済情報番組である。
2011年から前身番組『経済ジャーナル』を引き継いでスタート。当初は金曜22:30-23:00だったが、2012年10月に同枠で「競馬展望プラス関西編」が放送されるのに伴い、日曜22:00-22:25に時間枠を移転した。
番組はサンテレビのサービスエリア地域である兵庫県・大阪府を中心とした近畿地方の地場企業・団体を取材、その法人のトップをゲストに、企業の概況や経営理念について紹介してもらう「キラリ・インタビュー」を中心として、近畿の企業が開発した新商品・新店舗、イベントなどについてのトピックを提供している。

## 出演
- ナビゲーター（MC）　佐竹隆幸（関西学院大学大学院経営戦略研究科教授・兵庫県立大学名誉教授）
- ナレーター　野村朋未